# Petäjäkoski (fors, lat 68,30, long 23,07)
Petäjäkoski är en fors i Finland, på gränsen till Sverige. Den ligger i den norra delen av landet, 900 km norr om huvudstaden Helsingfors. Petäjäkoski ligger 252 meter över havet.
Terrängen runt Petäjäkoski är huvudsakligen platt. Petäjäkoski ligger nere i en dal.  Trakten runt Petäjäkoski är nära nog obefolkad, med mindre än två invånare per kvadratkilometer.